# Arimberto
Arimberto (em latim: Arinbertus) ou Arneberto (em latim: Arnebertus) foi um general franco do século VII, ativo no Reino Merovíngio durante o reinado de Dagoberto I (r. 629–634).

## Vida
Por seu nome ser também escrito como Arneberto, alguns historiadores sugerem que talvez seja associável ao oficial homônimo ativo anos antes; essa afirmação é inverificável nas fontes sobreviventes. Em 635, Arimberto era um dos 10 duques na expedição de Quadoíndo que subjugou os vascões. Foi morto com outros indivíduos de alta posição no exército ao cair numa emboscada vascã no vale do Soule.